# Janowica (powiat chełmski)
Janowica – wieś w Polsce położona w województwie lubelskim, w powiecie chełmskim, w gminie Siedliszcze.
W latach 1975–1998 miejscowość należała administracyjnie do województwa chełmskiego. 
Wieś wchodzi w skład sołectwa Siedliszcze-Kolonia. Według Narodowego Spisu Powszechnego (III 2011 r.) liczyła 84 mieszkańców i była 23. co do wielkości miejscowością gminy Siedliszcze.

## Historia
Wieś wzmiankowana w 1455 r. Należała wówczas do Parafii Rzymskokatolickiej w Pawłowie. W 1564 r. znana była jako Janiowycza. W 1796 r. zapisana jako Ianowica. Wymienia ją Słownik geograficzny Królestwa Polskiego z roku 1882 jako wieś w  powiecie chełmskim, gminie Staw, parafii ewangelickiej w Lublinie. W roku 1862 powstała kolonia niemiecka Janowica.